# William Ralph Cartwright
William Ralph Cartwright (30 mars 1771 - 4 janvier 1847) est un propriétaire britannique et homme politique conservateur qui siège à la Chambre des communes entre 1797 et 1846.

## Biographie
Il est le fils de Thomas Cartwright d'Aynhoe Park et de son épouse Mary Catherine Desaguilliers . En 1793, un bandit de grand chemin est déporté pour l'avoir volé des marchandises et de l'argent pour une valeur de 32 £ 10 .
En 1797, à la retraite de Thomas Powys, il est élu député du Northamptonshire . Il occupe le siège jusqu'en 1831. Lors de l'élection générale 1832, il est élu député pour Northamptonshire Sud et occupe le siège jusqu'en 1846 .
Il est lieutenant-colonel dans la milice locale pendant les guerres napoléoniennes et est responsable du bataillon Brackley . En période de dépression agricole et de croissance démographique, il aide à installer plusieurs dizaines de ses ouvriers agricoles excédentaires dans le comté de Wellington, en Ontario, de la fin des années 1820 jusqu'à sa mort. Il contracte des dettes énormes, principalement en spéculant, sans succès, à la bourse.

## Famille
Il épouse l'hon. Emma Mary Maude, fille du vicomte Hawarden le 12 avril 1794. Ils ont des enfants, dont Thomas Cartwright (diplomate) (en) devenu diplomate et William qui est lieutenant général. Ils ont respectivement des fils William Cornwallis Cartwright et Fairfax Cartwright (en), tous deux députés. La femme de Cartwright décède en 1808 et il se remarie le 29 mai 1810 avec Julia Frances Aubrey, avec qui il a cinq enfants, dont Henry Cartwright .